# Nuelles
Nuelles foi uma comuna francesa na região administrativa de Auvérnia-Ródano-Alpes, no departamento de Ródano. Estendia-se por uma área de 2,02 km². Em 2010 a comuna tinha 647 habitantes (densidade: 320,3 hab./km²).
Em 1 de janeiro de 2013, passou a formar parte da nova comuna de Saint-Germain-Nuelles.